# Dickey Lee

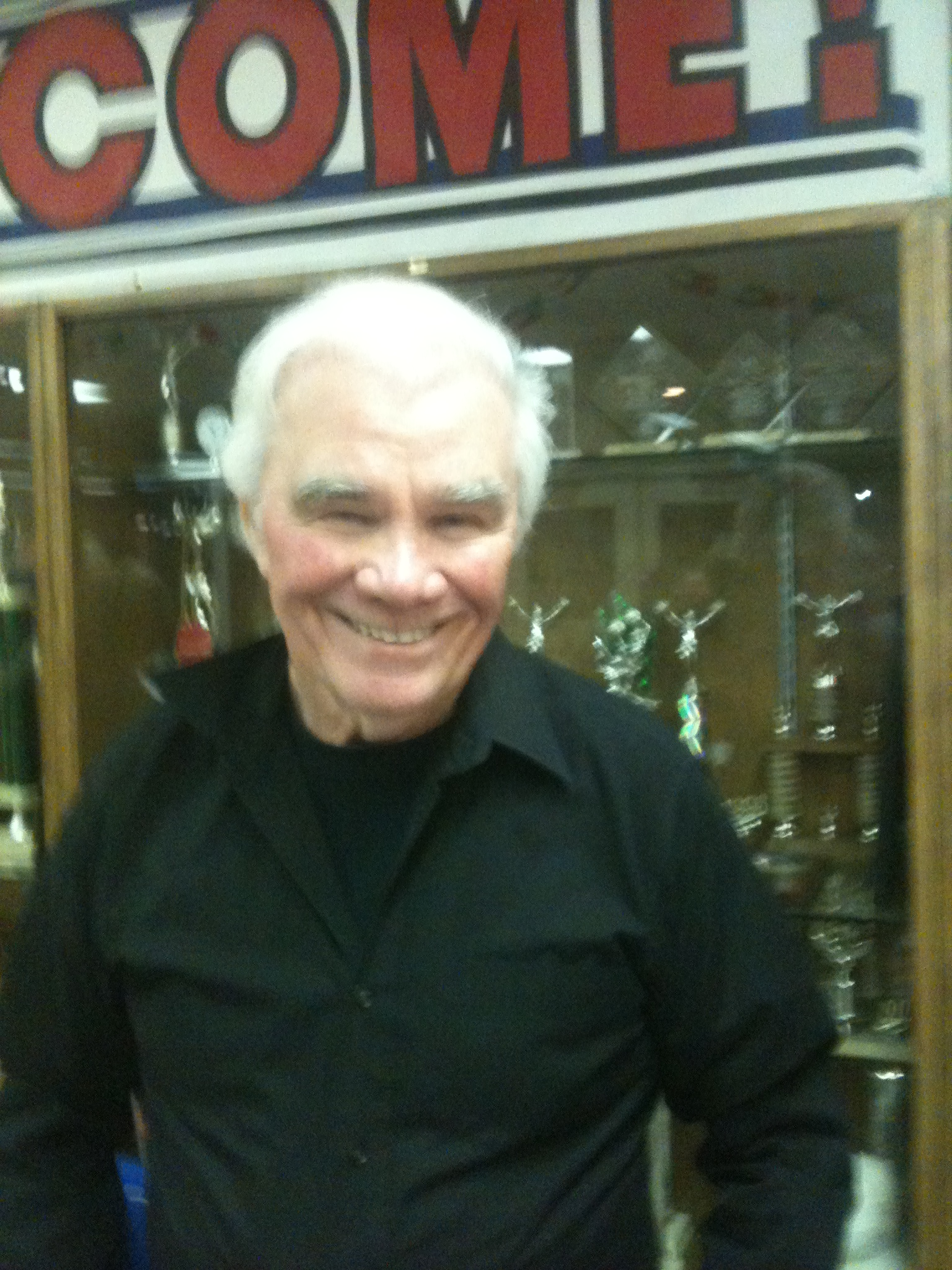
Dickey Lee

Dickey Lee (bürgerlich Royden Dickey Lipscomb) (* 21. September 1936 in Memphis, Tennessee) ist ein US-amerikanischer Country- und Rock-’n’-Roll-Sänger und -Songwriter.

## Karriere
Schon mit seiner Schülerband schaffte es Dickey Lee, sich einen festen Programmplatz im örtlichen Radio zu erspielen; der zuständige DJ verschaffte Dickey dann einen Soloplattenvertrag bei Sun Records. Seine ersten beiden Singles, die er 1957 aufnahm, waren nicht sonderlich erfolgreich; erst 1962 schaffte er mit „Patches“ seinen ersten Hit, der bis auf Position 6 der Charts kletterte. Gleichzeitig hatte der Countrysänger George Jones mit dem von Dickey Lee geschriebenen „She Thinks I Still Care“ einen seiner größten Hits. Nun war der Durchbruch geschafft, mit „I Saw Linda Yesterday“ (#14 1963) folgte ein weiterer Erfolg. Nach dem mäßigen Abschneiden seiner Single Don't Want To Think About Paula, die lediglich Platz 68 der Popcharts erreichte, verließ Lee das Label Smash Records und wechselte Anfang 1965 zu dem kleinen Label TCF Hall Records, wo er die Möglichkeit bekam, seine Titel selbst zu produzieren. Nach seinem Hit „Laurie (Strange Things Happen)“, der Mitte 1965 Platz 14 erreichte, gelang ihm mit dem Song The Girl From Peyton Place, der bis Platz 73 kam, seine letzte Platzierung in den Popcharts bis 1976. Ende der 1960er Jahre beschäftigte sich Dickey Lee zunehmend damit, für andere Künstler Songs zu schreiben und zu produzieren.
Er wandte sich der Country-Musik zu und war mit dem von Delaney Bramlet geschriebenen Titel "Never Ending Song Of Love" (9/71 C&W 8) und mit "Rocky"(8/75 C&W 1) – Original ein Hit für Austin Roberts und in Deutschland für Frank Farian – "Angels, Roses, And Rain" (1/76 C&W 9) und "9,999,999 Tears" (9/76 C&W 3, 11/76 US 52) erfolgreich. Bis 1982 war er in der C&W-Hitparade vertreten.
Seit dem Ende seines Plattenvertrags mit Mercury Records tritt er noch gelegentlich mit Kollegen aus den „alten Zeiten“ auf die Bühne und schreibt weiterhin Popsongs.

## Trivia
Die deutsche Band Western Union erwähnt Dickey Lee in ihrem Song Ich möcht so gerne mal nach Nashville von 1982. Darin geht es um einen Fabrikarbeiter, der von einer Reise in die Country-Metropole träumt, sich diese finanziell aber nicht leisten kann.